# La mà dels qui t'esperen
La mà dels qui t'esperen és el tercer disc de Cesk Freixas. Enregistrat amb el component d'Anna Roig i l'Ombre de Ton Chien, Magí Batalla, sortí al mercat el 15 de desembre de 2009 i ha estat presentat en molts llocs de la geografia catalana. El disc quedà segon al Premi Disc Català de l'Any 2009, organitzat per Ràdio 4, darrere del disc d'Els Amics de les Arts, Bed & Breakfast. També es va endur el premi Enderrock 2010 a millor artista en la categoria de cançó d'autor segons la votació popular pel seu treball "La mà dels qui t'esperen". La portada del disc està feta d'un material que en entrar en contacte amb l'escalfor humana es queda marcada, fet que permet plasmar una mà a la caràtula durant uns segons.
El single més important del disc va ser la cançó número 10, La petita rambla del Poblesec. Aquesta cançó va estar durant setze setmanes a la llista de les millors 20 cançons de Ràdio Flaixbac i el videoclip de la cançó va rebre més de 140.000 vistes a Youtube.
El disc es va presentar en l'acte inaugural del festival BarnaSants a la sala 2 de L'Auditori el 15 de gener de 2010. El crític Donat Putx afirma en la crònica del concert que Freixas "vesteix les seves cançons de manera elegant, amb encertades textures pop i un puntual farcit mestís". Segons L'Accent, en aquest disc "el músic continua amb la línia intimista i reivindicativa pròpia del seu missatge compromès amb la terra i el país".

## Cançons
| Núm.          | Títol                                      | Durada |
| ------------- | ------------------------------------------ | ------ |
| 1.            | «Et dono casa meva»                        | 4:10   |
| 2.            | «Tornarem a brindar per la vida»           | 3:24   |
| 3.            | «Sembreu-me a la llibertat»                | 3:39   |
| 4.            | «Jeunet, tu i els trens que no hem perdut» | 2:57   |
| 5.            | «Hosanna»                                  | 3:51   |
| 6.            | «Diuen»                                    | 2:49   |
| 7.            | «Avisa’m quan guanyi l'amor»               | 4:04   |
| 8.            | «Abril del 1984»                           | 3:22   |
| 9.            | «Artimètica del dubte»                     | 1:28   |
| 10.           | «La petita rambla del Poble Sec»           | 3:22   |
| 11.           | «Al final d'aquest viatge»                 | 3:38   |
| Durada total: | Durada total:                              | 36:44  |